# Fuerza Aérea Sudafricana
La Fuerza Aérea Sudafricana (en inglés: South African Air Force, abreviada como SAAF) es la fuerza aérea de la República de Sudáfrica. Es la segunda fuerza aérea independiente más antigua del mundo, y su lema es Per Aspera Ad Astra ("A través de la adversidad a las estrellas"). También es usado el eslogan oficial, Through Diversity To Airpower Excellence ("A través de la diversidad a la excelencia del poder aéreo").

## Introducción
La Fuerza Aérea Sudafricana (FAS) es la rama de guerra aérea de la Fuerza de Defensa Nacional de Sudáfrica, con sede en Pretoria. La Fuerza Aérea Sudafricana se estableció el 1 de febrero de 1920. La Fuerza Aérea estuvo en servicio en la Segunda Guerra Mundial y la guerra de Corea.  Desde 1966, la FAS participó en el suministro de apoyo a la infantería en la Guerra de la Frontera de Sudáfrica, en Angola, el África del Sudoeste y Rodesia. A medida que avanzaba la guerra, la intensidad de las operaciones aéreas aumentó, hasta que a finales de la década de 1980, la FAS se vio obligada a realizar misiones de combate contra aviones angoleños para mantener la superioridad aérea táctica. Al concluir la Guerra de la Frontera en 1990, el número de aviones se redujo drásticamente debido a las presiones económicas y al cese de hostilidades con los estados vecinos.

## Historia

### Inicios

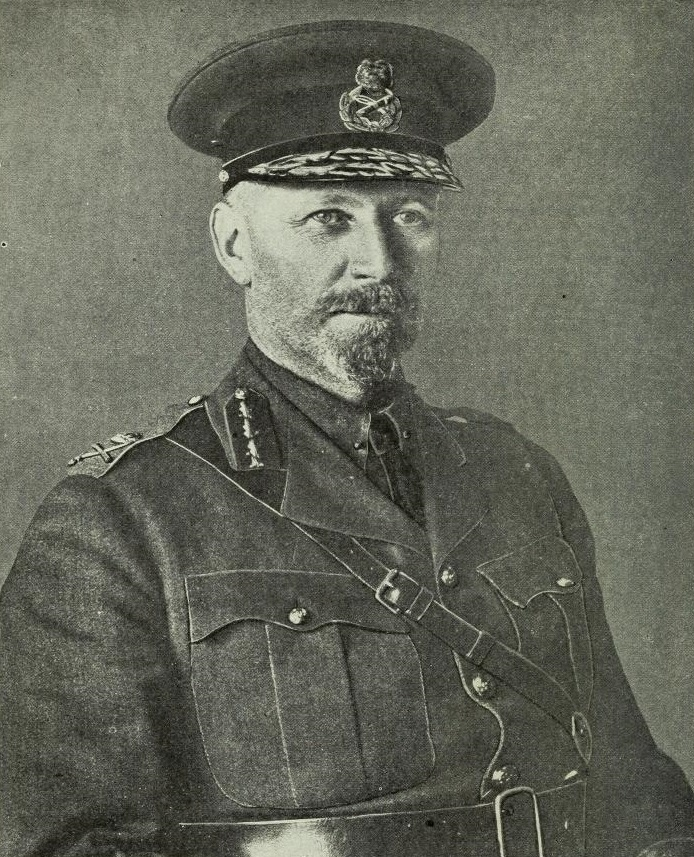
El Mariscal de campo Jan Smuts, sirvió como Primer ministro de la Unión Sudafricana en dos períodos diferentes, de 1919 a 1924, y de 1939 a 1948.

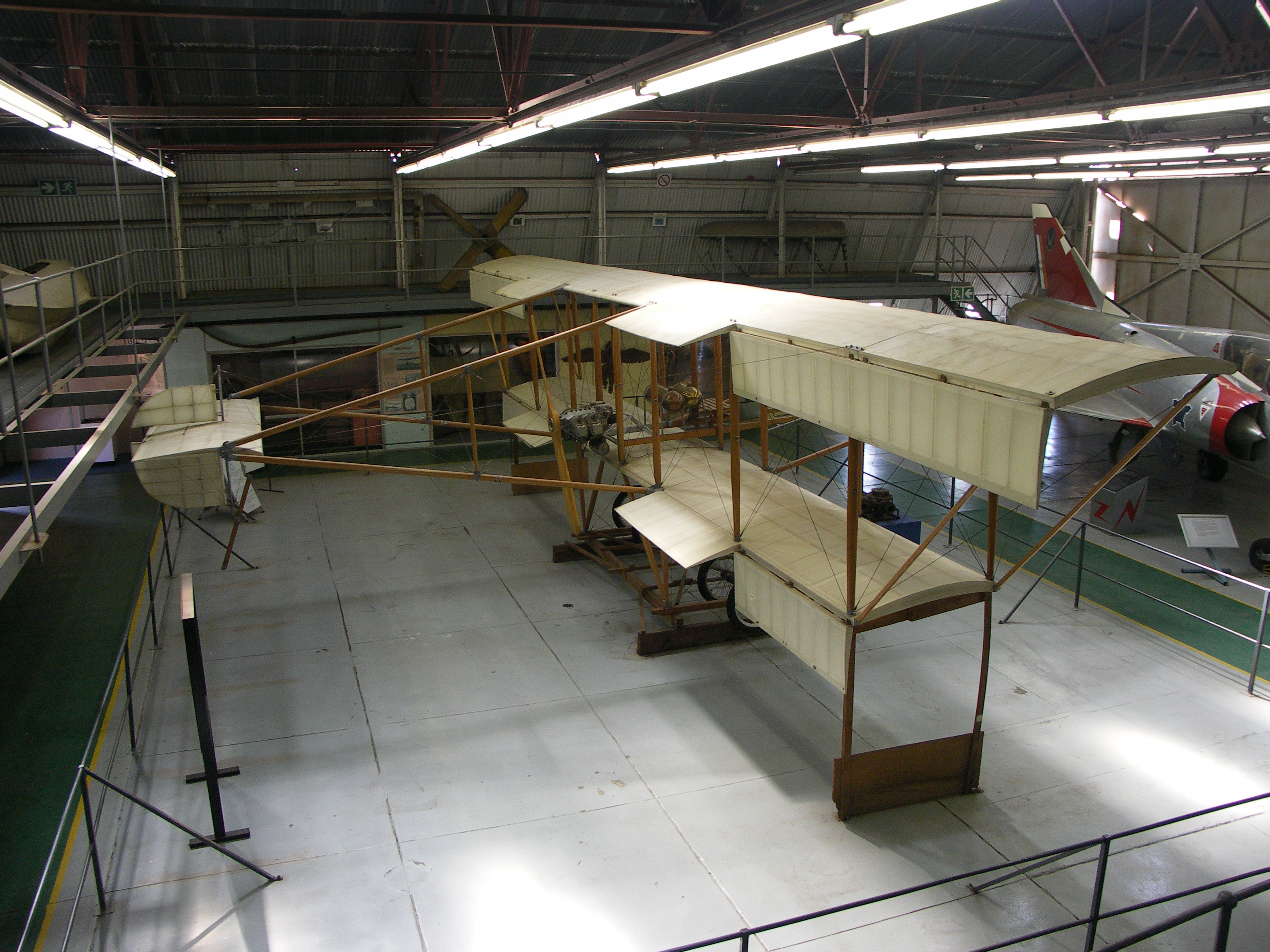
Réplica del biplano Patterson n.º 2 en el Museo de la Fuerza Aérea de Sudáfrica.

Se cree que el primer vuelo en planeador en Sudáfrica lo realizó alrededor de 1875 John Goodman Household, en un planeador primitivo en Howick, en la Provincia de KwaZulu-Natal. El primer vuelo propulsado se atribuye al aviador francés Albert Kimmerling, el 28 de diciembre de 1909, en East London, en la Provincia del Cabo Oriental, pilotando un biplano Voisin 1907. En junio de 1911, el sudafricano John Weston voló un avión Weston-Farman durante 8 minutos y medio, un tiempo récord para un vuelo sostenido. Las demostraciones de vuelo de Weston siguieron hasta bien entrado 1912 en muchos lugares. En diciembre de 1911, dos aviadores visitantes, Cecil Compton Patterson, que volaba un biplano Patterson N.º 2, y Evelyn Driver, que pilotaba un biplano Bleriot, comenzaron a realizar vuelos de demostración en El Cabo, y despertaron un importante interés público y gubernamental por las posibilidades de los vuelos propulsados en Sudáfrica. Impulsado por las demostraciones de vuelo de Patterson y Driver, el Mariscal de campo Jan Smuts (ministro de Defensa) envió al general de brigada C.F.  Beyers (Comandante General de la Fuerza Ciudadana) a Europa, para observar las maniobras militares de 1912, celebradas en: Suiza, Alemania, Francia y el Reino Unido, y para informar sobre la viabilidad del uso de aviones en operaciones militares. La respuesta de Beyers fue extremadamente favorable y alentadora al establecimiento de un cuerpo aéreo, particularmente con fines de exploración aérea.
El origen de la Fuerza Aérea Sudafricana se remonta a 1912, cuando se formó la Fuerza de Defensa de la Unión Sudafricana. En ese mismo año, se estableció la primera escuela de vuelo en Sudáfrica, en Kimberley, usando un biplano Compton-Paterson. Esta formación incluía el Cuerpo de Aviación Sudafricano (CAS), que se formó como parte de la Fuerza Ciudadana Activa.
En 1912, la Fuerza de Defensa de la Unión estableció una escuela de vuelo en Alexandersfontein en Kimberley, conocida como Paterson's Aviation Syndicate School of Flying, para capacitar a los pilotos para el futuro cuerpo de aviación sudafricano. El entrenamiento de vuelo básico, comenzó en 1913 con diez estudiantes, utilizando un biplano Compton-Paterson, y seis de los estudiantes que completaron el entrenamiento básico, fueron enviados a la Escuela Central de Vuelo de la RAF en Upavon, en Gran Bretaña, para recibir capacitación adicional. El teniente Kenneth van der Spuy, aprobó su examen final el 2 de junio de 1914 y obtuvo el certificado del Royal Aero Club, convirtiéndose en el primer piloto militar calificado de Sudáfrica. Los demás aprobaron unos días más tarde, y cinco de ellos finalmente se clasificaron. La Fuerza de Defensa de la Unión, otorgó permiso para que estos aviadores fueran adscritos al Real Cuerpo Aéreo.

### Primera Guerra Mundial

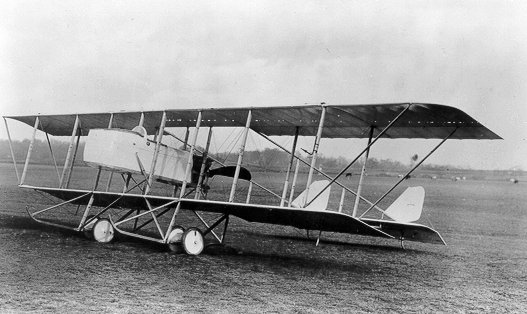
Avión Farman comprado en Francia en 1914.

La Primera Guerra Mundial estalló en agosto de 1914 y un mes después las tropas sudafricanas invadieron el África del Sudoeste alemana. Al principio de la campaña alemana en África Occidental, las Fuerzas de Defensa de la Unión se habían dado cuenta de la necesidad de apoyo aéreo; habían visto con frecuencia aviones de reconocimiento alemanes sobre sus columnas en avance y, más tarde, habían sido ametrallados por aviones alemanes. Esto enfatizó la urgencia de la necesidad del cuerpo aéreo largamente discutido y provocó el establecimiento del Cuerpo de Aviación de Sudáfrica (CAS) el 29 de enero de 1915. Aunque el CAS se había establecido formalmente, la falta de aviones llevó a Sir Abe Bailey a encabezar una delegación en un intento de adquirir aviones y pilotos estadounidenses para el cuerpo aéreo. Los aviones Wright de doble ala inicialmente destinados a la compra resultaron inadecuados después de haber sido probados en Gran Bretaña; los aviones británicos también (al ser de madera) se consideraron inadecuados para las condiciones cálidas y secas del África occidental alemana. Finalmente se decidió comprar 12 aviones franceses Henri Farman HF.27, equipados con una estructura tubular de acero y propulsados por motores radiales Canton-Unné. El capitán Wallace, del Real Cuerpo Aéreo, supervisó la compra de los aviones en Francia, mientras que los tenientes Turner y Emmett fueron llamados para coordinar la construcción de un aeródromo ubicado en Walvis Bay y prepararon el reclutamiento militar de 75 posibles pilotos. Debido a la falta de tubos de acero en Francia, la entrega de los Henri Farman se retrasó, y el gobierno británico ofreció cuatro B.E.2c, como aviones provisionales, y también proporcionó a tres pilotos del Real Cuerpo Aéreo. Finalmente, sólo se entregaron dos B.E.2c, y seis Henri Farman, el último avión llegó a la Unión Sudafricana, el 15 de mayo de 1915. Además, el CAS recibió dos monoplanos Jeannin Taube que habían sido capturados mientras se dirigían al África Occidental Alemana por las fuerzas británicas en Duala, en Camerún. Aunque no estaban en condiciones de volar, estos dos aviones fueron incorporados al servicio del CAS, para entrenamiento en tierra en el Drill Hall de Ciudad del Cabo, poco después de su llegada en febrero de 1915. En junio de 1915, el CAS, comandado por el mayor Gerard Wallace, fue desplegado en su primer aeródromo operativo en Karibib, en el África occidental alemana. Las operaciones fueron en apoyo de las fuerzas terrestres sudafricanas del General Botha, realizando misiones de reconocimiento aéreo y lanzamiento de folletos desde Karibib, y más tarde desde Omaruru, Namibia, donde se agregaron misiones de bombardeo aéreo improvisadas, cuando los pilotos comenzaron a lanzar granadas de mano y bombas rudimentarias hechas a mano. El 9 de julio de 1915, las fuerzas alemanas capitularon y la mayoría de los pilotos y aviones del CAS, fueron enviados a Gran Bretaña en apoyo al esfuerzo bélico de la Mancomunidad de Naciones (la Commonwealth).
En el África Oriental Alemana, aunque el CAS permaneció activo, sus actividades se limitaron al entrenamiento en tierra en el Drill Hall de Ciudad del Cabo, utilizando dos Jeannin Taubes y dos B.E.2c averiados (y ahora ya no aptos para volar), mientras que los pilotos que habían sido destacados del Real Cuerpo Aéreo (RCA), se agruparon para formar el Escuadrón número 26 del RCA en Netharavon, convirtiéndose en un escuadrón independiente el 8 de octubre de 1915. El Escuadrón n.º 26 estaba equipado con los ex-CAS Henri Farman F-27, utilizados en el África occidental alemana, y los B.E.2c del RCA. Poco después de entrar en funcionamiento, el escuadrón fue enviado a Kenia en apoyo del esfuerzo bélico en el África Oriental Alemana, y aterrizó en Mombasa el 31 de enero de 1916. Los ocho aviones fueron enviados en cajas de madera y fueron reensamblados en Mombasa, y trasladados a un aeródromo avanzado, preparado dentro de África Oriental Alemana, en Mbuyuni, en la Región de Songwe, en Tanzania, con los pilotos sudafricanos y británicos del Escuadrón 26 (ahora conocido como "El Escuadrón de Sudáfrica") alojados en tiendas de campaña, cerca de sus aviones. El escuadrón voló en misiones de reconocimiento militar y observación, durante toda la campaña, hasta febrero de 1918. El escuadrón fue devuelto al Reino Unido, a través de Ciudad del Cabo, y llegó al campamento de Blandford, el 8 de julio de 1918 y se disolvió el mismo día. Mientras el CAS participaba en el África sudoccidental alemana, y el escuadrón 26 del Real Cuerpo Aéreo, servía en el África oriental alemana, muchos sudafricanos viajaron al Reino Unido para alistarse en el Real Cuerpo Aéreo (RCA). El número de sudafricanos en el RCA, finalmente llegó a aproximadamente 3.000 hombres, y el RCA sufrió 260 muertes en servicio activo. 
Los aviadores sudafricanos participaron en misiones de reconocimiento aéreo y observación de artillería sobre el frente del Somme, durante la Gran Guerra. 46 pilotos se convirtieron en ases de los cazas, al derribar a cinco o más aviones enemigos, siendo el más exitoso de ellos, Andrew Beauchamp-Proctor, el cuarto as más exitoso del Imperio Británico con 54 victorias.

### Guerra civil rusa

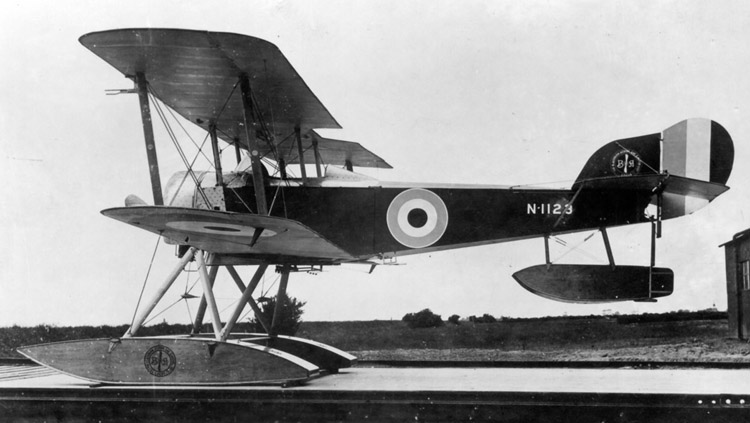
Hidroavión Sopwith Baby.

Varios pilotos sudafricanos participaron en la guerra civil rusa. La Fuerza Expedicionaria del Norte de Rusia, tenía un destacamento del Real Cuerpo Aéreo (RCA) y del Real Servicio Aéreo Naval (RSAN), la fuerza expedicionaria desembarcó en Múrmansk, Rusia, en junio de 1918, y llegaron más refuerzos en 1919. La Real Fuerza Aérea (RAF) envió un contingente formado por bombarderos Airco DH.4, hidroaviones Fairey Campania y Sopwith Baby, y un avión de caza biplano Sopwith Camel. El escuadrón número 47 de la Real Fuerza Aérea (RAF), fue comandado por el capitán sudafricano Sam Kinkead, varios pilotos sudafricanos volaron con el escuadrón, entre ellos el piloto Kenneth van der Spuy, que se convertiría en el director general de los Servicios Técnicos de las Fuerzas de Defensa de la Unión, entre los años 1940 y 1945, así como Pierre van Ryneveld, que  se convertiría en el Jefe del Estado Mayor Conjunto de las Fuerzas de Defensa de la Unión Sudafricana, durante la Segunda Guerra Mundial.

### Años 1920

Escarapela aeronáutica de la FAS entre 1927 y 1947.

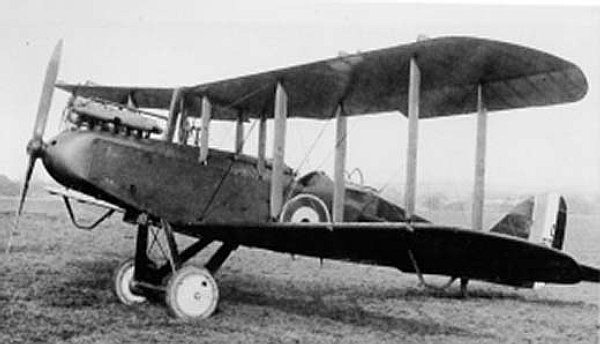
De Havilland / Airco DH.9: 49 aviones como estos fueron donados al Dominio de Sudáfrica, como parte de la donación imperial.

La Fuerza Aérea Sudafricana (FAS) es la rama de guerra aérea de la Fuerza de Defensa Nacional de Sudáfrica, con sede en Pretoria. La Fuerza Aérea Sudafricana se estableció el 1 de febrero de 1920. Al concluir la Primera Guerra Mundial, el gobierno británico donó aviones excedentes, repuestos y equipo suficiente para proporcionar el núcleo de una fuerza aérea incipiente a cada uno de sus dominios. Como parte de esta donación, que más tarde se conocería como el Regalo Imperial, Sudáfrica recibió un total de 113 aviones tanto del Gobierno británico (100 aviones) como de otras fuentes (13 aviones). En total se entregaron: 30 Avro 504, 22 Royal Aircraft Factory S.E.5, 49 De Havilland DH.9 (uno de los cuales fue donado por la ciudad de Birmingham), 10 De Havilland DH.4 (donados por el Club de Ultramar de Londres) y 2 Royal Aircraft Factory B.E.2. El primer lote de aviones fue entregado al Depósito de Aeronaves y Artillería de Roberts Heights, ubicado en Pretoria, en septiembre de 1919, y el 1 de febrero de 1920, se estableció la Fuerza Aérea Sudafricana, con el Coronel Pierre van Ryneveld como Director de los Servicios Aéreos. No todos los aviones recibidos por la FAS se ensamblaron inmediatamente y dos de los Avro 504 se vendieron a la Compañía de Transporte Aéreo Sudafricana. Los aviones ensamblados se trasladaron a Swartkops, en la Provincia del Cabo Oriental, un lugar a tres kilómetros al este de Roberts Heights, una granja que había sido convertida en un aeródromo de la fuerza aérea. La escuadrilla número 1 se estableció el 26 de abril de 1921, estaba comandada por el teniente J. Holthouse, y se le unió una segunda escuadrilla en 1922, formando estas dos escuadrillas el 1.er Escuadrón, el primer escuadrón de la Fuerza Aérea de Sudáfrica, equipado con aeronaves Airco DH.9, Avro 504 y Royal Aircraft Factory S.E.5. En diciembre de 1920, se añadió por primera vez a los aviones la insignia nacional sudafricana, se añadió un círculo naranja, verde, rojo y azul a un Avro 504 con fines de prueba, pero se consideró que los colores no eran los adecuados, y estos fueron reemplazados por un círculo verde, rojo, limón, amarillo y azul en diciembre de 1921, estos colores permanecieron hasta 1927, cuando fueron reemplazados a su vez por un círculo naranja, blanco y azul. El primer despliegue operativo de la recién formada Fuerza Aérea Sudafricana fue para sofocar la disidencia interna. En 1922 tuvo lugar una huelga de mineros en las minas de oro de Witwatersrand, en la Provincia de Gauteng, cuya capital provincial es Johannesburgo, la protesta se volvió violenta, y dio lugar a la Rebelión del Rand, ello condujo a la declaración de la ley marcial. El 1.er Escuadrón, fue llamado para realizar misiones de reconocimiento y bombardear las posiciones de los mineros huelguistas. Las incursiones en apoyo de la policía ascendieron a 127 horas de vuelo entre el 10 y el 15 de marzo, y este comienzo desfavorable para la FAS provocó la pérdida de dos pilotos, dos heridos en combate (WIA) y dos aviones perdidos por fuego terrestre. La FAS fue nuevamente desplegada para reprimir una rebelión de los Bondelswarts, una tribu que formaba parte del pueblo Nama, en Karasburg, en Namibia, entre el 29 de mayo y el 3 de julio de 1922. El Avro Avian fue un avión ligero británico diseñado y construido por la compañía Avro en las décadas de 1920 y 1930. La Fuerza Aérea Sudafricana compró algunos aviones Avro Avian.

### Años 1930
La Gran Depresión de 1929-1933, había llevado a reducciones forzadas en el gasto de defensa, y el ejército sudafricano había recibido una financiación mínima, lo que provocó una reducción de personal, instalaciones y recursos. La recuperación económica se hizo visible en 1933, y provocó un aumento de la demanda de oro, que dio lugar a su vez a un crecimiento significativo de la economía de la Unión. En 1934 se anunció un plan de expansión, por el cual las Fuerzas de Defensa de la Unión (FDU) recibirían una mayor financiación y se ampliarían notablemente.

### Segunda Guerra Mundial

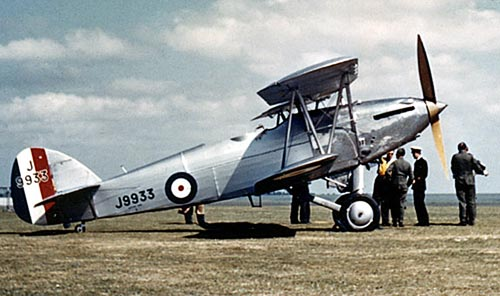
El Hawker Hartebeest: Uno de los aviones de combate más comunes de la FAS al inicio de la Segunda Guerra Mundial.

La Fuerza Aérea Sudafricana, estuvo en servicio en la Segunda Guerra Mundial. Al estallar la Segunda Guerra Mundial, Sudáfrica no tenía buques de guerra y la primera prioridad de la FDU era garantizar la seguridad de las aguas costeras sudafricanas, así como de la estratégicamente importante ruta marítima del Cabo. Para las operaciones de patrulla marítima, la FAS se hizo cargo de los 29 aviones de pasajeros de South African Airways: 18 Junkers Ju 86 para patrullas marítimas y 11 Junkers Ju 52 como aeronaves de transporte. Las patrullas marítimas de la FAS comenzaron el 21 de septiembre de 1939 con el Escuadrón 16 volando tres Ju-86Z desde Walvis Bay, la fuerza aérea se había establecido y constaba de los escuadrones 6, 10, 22, 23, 25, 27 y 29. Al final de la Segunda Guerra Mundial, en agosto de 1945, los aviones de la FAS (junto con aviones británicos y holandeses estacionados en Sudáfrica) habían interceptado a 17 barcos enemigos, habían ayudado a rescatar a 437 supervivientes de barcos hundidos, habían atacado a 26 submarinos enemigos que operaban alrededor de la costa sudafricana y realizaron 15.000 salidas de patrulla costera.

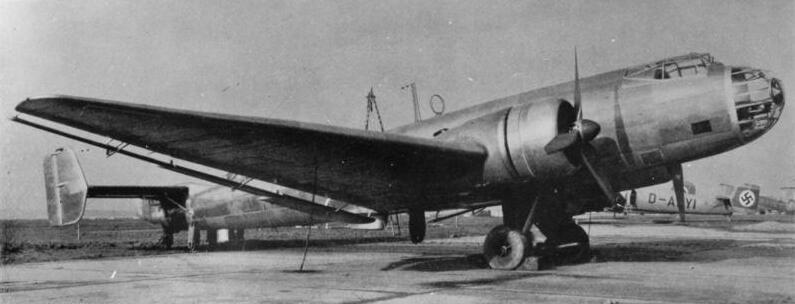
El avión Ju-86, fue utilizado como bombardero en África Oriental por la FAS, durante la Segunda Guerra Mundial.

En diciembre de 1939, el Duque de Aosta había enviado un informe al Duce Benito Mussolini, registrando el estado de falta crónica de preparación de las fuerzas aliadas en el África Oriental. El colapso de Francia en 1940, había llevado a Mussolini a unirse a la guerra del lado de las Potencias del Eje, y como resultado, elementos de la fuerza aérea italiana, la Regia Aeronautica, fueron trasladados a posiciones avanzadas situadas en la Abisinia ocupada, para montar ataques aéreos contra las fuerzas aliadas, antes de que estas pudieran ser reforzadas. Estos despliegues provocaron la acción aliada, y el 13 de mayo de 1940, los pilotos del 1.er Escuadrón fueron enviados a El Cairo, Egipto, para recibir 18 aviones Gloster Gladiator y llevarlos al sur, a Kenia, para llevar a cabo diversas operaciones en el África Oriental. El 11.er Escuadrón equipado con aviones Hawker Hartebeest, estaba en Nairobi el 19 de mayo de 1940, a este escuadrón, se unieron los Junkers Ju 86 del 12.º Escuadrón, el 22 de mayo de 1940. La Italia fascista declaró la guerra el 10 de junio de 1940, y al día siguiente, los Junkers Ju-86 del 12.º Escuadrón, lideraron el primer ataque aéreo de la FAS en la Segunda Guerra Mundial. Durante la campaña, numerosos aviones de la SAF participaron en combates aéreos con la Regia Aeronautica italiana, y brindaron apoyo aéreo cercano a las fuerzas sudafricanas y aliadas en la guerra terrestre. En diciembre de 1940, 10 escuadrones de la FAS realizaron más de 34 vuelos, con un total de 94 aviones, que estaban operativos en el África Oriental, de los escuadrones (1, 2, 3, 11, 12, 14, 40, 41, 50 y 60). Durante la campaña africana, la FAS formó a una escuadrilla de apoyo aéreo cercano, que constaba de cuatro aeronaves Gloster Gladiator y cuatro Hawker Hartebeest, con un comandante de la fuerza aérea autónomo, que operaba junto con las fuerzas terrestres. Este fue el precursor de la técnica de la fuerza aérea táctica, que se utilizó ampliamente para brindar apoyo aéreo cercano, durante los años 1943 y 1945. El último combate aéreo, tuvo lugar el 29 de octubre, y las fuerzas italianas, se rindieron el 27 de noviembre de 1940, tras lo cual se mantuvo una presencia reducida de la FAS en el África Oriental, con fines de patrulla costera, hasta mayo de 1943.

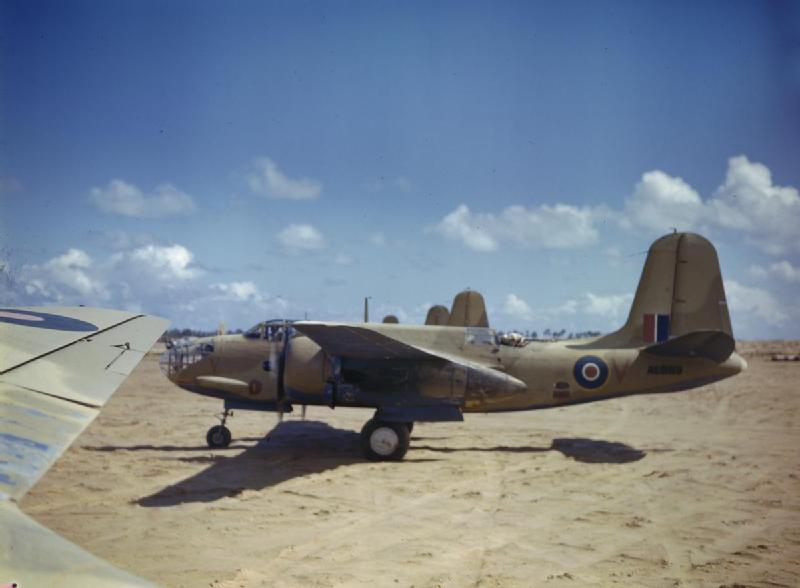
Douglas Boston del 24 Escuadrón de la FAS en Zuara, Tripolitania, Libia, 1943.

Los escuadrones de cazas, bombarderos y reconocimiento de la FAS, desempeñaron un papel clave en las campañas del desierto occidental y del norte de África de 1941 a 1943. Una hazaña memorable fueron los bombarderos Douglas A-20 Havoc de la FAS, de los escuadrones 12 y 24, que lanzaron cientos de toneladas de bombas sobre el Deutsches Afrika Korps del Mariscal de campo Erwin Rommel, mientras  estaba empujando al Octavo Ejército británico, de regreso a Egipto, durante la Batalla de Gazala, a principios de 1942. Los bombarderos de la FAS, también desempeñaron un papel decisivo en el acoso continuo a las fuerzas alemanas que se retiraban hacia la frontera tunecina después de la Segunda Batalla de El Alamein, mientras que los cazas sudafricanos del Ala 223 contribuyeron a que la Fuerza Aérea del Desierto lograse la superioridad aérea sobre las fuerzas aéreas del Eje, a principios de 1942. Entre abril de 1941 y mayo de 1943, los 11 escuadrones de la FAS realizaron 33 991 incursiones y destruyeron 342 aviones enemigos. Sin embargo, las condiciones no eran ideales, y en ocasiones los pilotos y la tripulación tuvieron que operar en condiciones críticas. Con frecuencia, los pilotos eran enviados a su casa en la Unión Sudafricana, después de adquirir experiencia y no regresaban durante muchos meses, después de lo cual las condiciones en el desierto habían cambiado significativamente y se les exigía que recuperaran experiencia en diferentes aviones, diferentes tácticas y operaciones desde diferentes bases. Hubo casos en los que pilotos de combate experimentados fueron enviados de regreso al Desierto Occidental como pilotos de bombarderos para su segunda gira, lo que agravó la falta de continuidad y experiencia. Sin embargo, los sudafricanos se ganaron el respeto de sus adversarios alemanes: 

"Personalmente tenía la firme convicción de que los escuadrones australianos lucharon con menos obstinación que los ingleses y los sudafricanos". Rudolf Sinner, 1942.

Los sudafricanos tuvieron la distinción de lanzar la primera y la última bomba en el conflicto africano: La primera el 11 de junio de 1940 en Moyale, en Abisinia, y la última, contra el 1.er ejército italiano en Túnez. La FAS también ha tenido varios ases del aire en la Segunda Guerra Mundial, incluidos John Frost, Sailor Malan, Gerald Stapleton y Marmaduke Pattle.

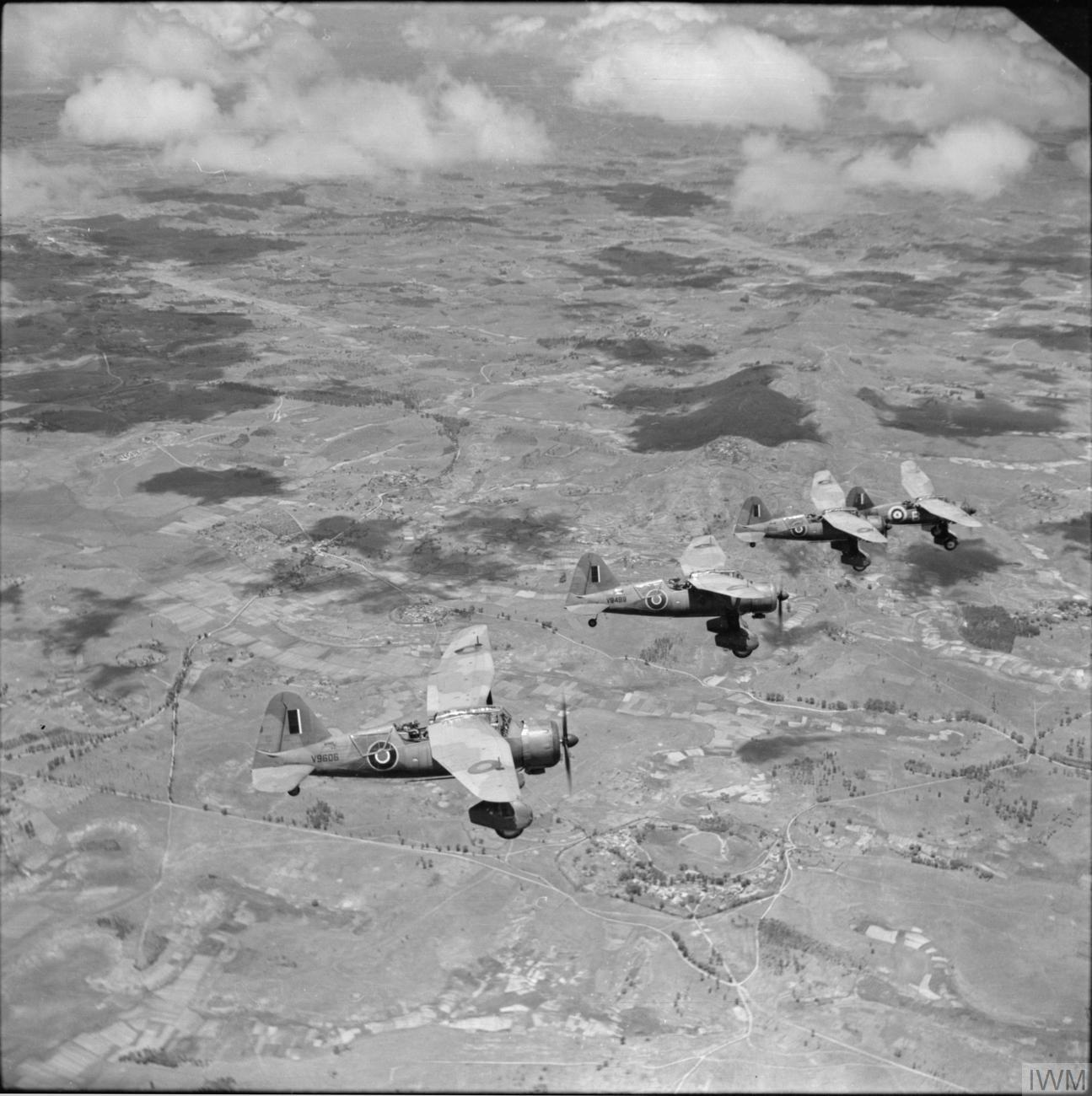
Cuatro Westland Lysander Mk. III de la Real Fuerza Aérea, sobrevolando la isla de Madagascar en 1942.

Temiendo la ocupación japonesa y las operaciones posteriores en el Océano Índico, muy cerca de las rutas marítimas de Sudáfrica, el Mariscal de campo Jan Smuts, alentó la ocupación aliada preventiva de la isla de Madagascar. Después de mucho debate y un mayor estímulo por parte del General Charles De Gaulle (que instaba a una operación de la Francia libre contra Madagascar), Winston Churchill y los Jefes del Estado Mayor Conjunto, acordaron una invasión por medio de una flota fuerte y un apoyo aéreo adecuado. En marzo y abril de 1942, la FAS había estado realizando vuelos de reconocimiento sobre Diego Suárez, y los escuadrones de vuelo costero 32, 36 y 37, fueron retirados de las operaciones de patrulla marítima de Sudáfrica y enviados a Lindi, en la costa del Océano Índico de Tanzania, con 11 torpederos Bristol Beaufort y seis bombarderos Martin Maryland, para proporcionar reconocimiento aéreo y apoyo aéreo cercano para la operación planificada, conocida con el nombre de Operación Ironclad. Durante el asalto anfibio y aéreo, llevado a cabo por la Armada Real Británica y la Fuerza Aérea Real Británica, el 5 de mayo, la Fuerza Aérea francesa de Vichy, formada principalmente por cazas Morane-Saulnier MS.406 y bombarderos Potez 63, atacó a la flota aliada, pero fue neutralizada por los aviones de la flota aliada y la aviación naval embarcada a bordo de los portaaviones aliados. Los aviones restantes que no fueron destruidos, fueron retirados por los franceses y llevados hacia el sur, a otros aeródromos de la isla. Una vez asegurado el aeródromo principal de la isla, el aeródromo de Arrachart, en Diego Suárez (13 de mayo de 1942), el Componente Aéreo de la FAS voló de Lindi a Arrachart. El componente aéreo constaba de 34 aviones (6 bombarderos Martin Maryland, 11 torpederos Bristol Beaufort, 12 aviones de transporte Lockheed Lodestar, y seis aviones de transporte Junkers Ju 52). En septiembre de 1942, las fuerzas terrestres sudafricanas comprometidas con la operación Ironclad, habían participado en la captura de la mitad sur de Madagascar, así como de la pequeña isla de Nosy Be, junto con el componente aéreo de la FAS apoyando estas operaciones.  Durante la campaña que terminó con un armisticio, el 4 de noviembre de 1942, los aviones de la FAS realizaron un total de 401 incursiones, con un piloto muerto en combate (KIA), otro piloto muerto en un accidente, y otro sucumbiendo a una enfermedad. Se perdieron siete aviones, pero sólo uno como consecuencia de la acción enemiga.
A finales de mayo de 1943, la FAS tenía dos alas y dieciséis escuadrones en Oriente Medio y el Norte de África con 8.000 hombres. Con el final de la Campaña del Norte de África, el papel de la FAS experimentó un cambio: Se volvió más activa en operaciones de cazabombarderos y bombarderos, en comparación con el papel de aviación de caza que había desempeñado en el Desierto occidental. Se designaron cinco escuadrones de la FAS, para apoyar el desembarco aliado en Sicilia, en julio de 1943: El primer Escuadrón operó patrullas aéreas de combate sobre las playas para los desembarcos de la Operación Husky, mientras que los escuadrones 2, 4 y 5, brindaron apoyo con cazabombarderos durante la campaña de Sicilia. El Escuadrón 30 (que voló como Escuadrón 223 de la RAF durante la campaña) proporcionó apoyo con bombarderos ligeros, volando desde Malta, y el Escuadrón 60, fue el responsable de los vuelos de reconocimiento fotográfico en apoyo de las fuerzas aliadas desplegadas en Sicilia. Después de invadir con éxito la isla, otros tres escuadrones fueron trasladados a Sicilia, y los ocho escuadrones de la isla recibieron la tarea de apoyar la Operación Avalanche, el desembarco aliado en Italia: Los escuadrones 12 y 24 fueron los responsables de las misiones de los bombarderos medios para bombardear al enemigo antes de la invasión, mientras que el Escuadrón número 40, era el responsable del reconocimiento fotográfico táctico. El 1.er Escuadrón proporcionó cobertura de cazas para los desembarcos del 3 de septiembre de 1943, mientras que el 2.º y 4.º escuadrón fueron los responsables de la escolta de los bombarderos.
- Batalla del Atlántico (1943-1945): Un escuadrón patrulló las rutas de los convoyes aliados frente a África occidental y Gibraltar. (26 Escuadrón de la FAS equipado con bombarderos Vickers Wellington, Sekondi-Takoradi, Costa del Oro, África occidental).

- Yugoslavia (1943-1944): El ala 7 apoyó las operaciones de los partisanos yugoslavos contra las fuerzas de ocupación alemanas.

- Balcanes (1944-1945): Un escuadrón sirvió en operaciones sobre Hungría, Rumania y Albania.

- Varsovia, Polonia (1944): El ala 2 abasteció a los soldados del Armia Krajowa durante el Alzamiento de Varsovia.

- Grecia (1944): El ala 2 apoyó las operaciones británicas para liberar Grecia y reprimir a la resistencia comunista.

- Francia (1944): Un escuadrón participó en el desembarco franco-estadounidense en el sur de Francia. (Operación Dragoon).

- Un escuadrón realizó misiones de reconocimiento estratégico y táctico, en el teatro de operaciones del Mar Mediterráneo.

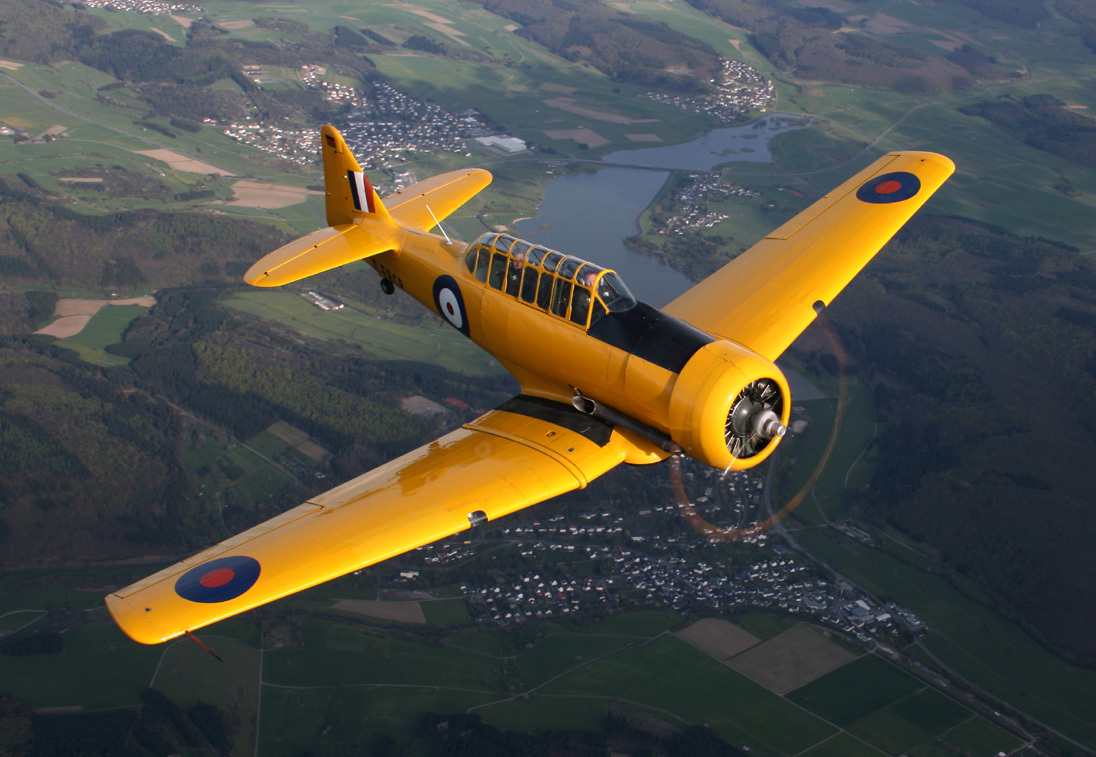
North American T-6 Texan.

El Plan Conjunto de Entrenamiento Aéreo fue un importante programa para entrenar a las tripulaciones aéreas de la Real Fuerza Aérea Sudafricana (RFAS), la Real Fuerza Aérea Británica (RFAB) y sus Aliados durante la Segunda Guerra Mundial. Una Escuela Primaria de Formación de Vuelo (EPFV) ofrecía a un recluta 50 horas de instrucción básica de vuelo en aviones de entrenamiento básico, mientras que los pilotos que mostraron mayores promesas continuaron entrenándose en una Escuela de Formación de Vuelo de Servicio (EFVS). La Escuela de Formación de Vuelo de Servicio (EFVS) proporcionó capacitación avanzada para pilotos, incluidos aviones de combate y multimotores, mientras que otros alumnos pasaron a diferentes especialidades, como capacitación en tecnología, navegación, bombardeo y artillería. En Sudáfrica, los planes de estudio de la Escuela Primaria de Formación de Vuelo (EPFV) y de la Escuela de Formación de Vuelo de Servicio (EFVS) se agruparon y se conocieron como Escuelas de Formación Aérea (EFA). En Sudáfrica se establecieron 35 escuelas de vuelo de este tipo para la formación de pilotos y tripulaciones de la Mancomunidad de Naciones. Las instalaciones estaban bajo el control de la FAS, estaban distribuidas por todo el país y el entrenamiento de vuelo se realizaba utilizando una amplia variedad de aeronaves (dependiendo del propósito del entrenamiento). El plan de formación estuvo en funcionamiento desde 1939 hasta 1945. La Escuela Primaria de Formación de Vuelo (EPFV) ofrecía a los nuevos reclutas 50 horas de instrucción básica de aviación en un avión de entrenamiento simple como el biplano De Havilland DH.82 Tiger Moth. Los pilotos que se mostraban prometedores, continuaban entrenándose en una Escuela de Formación de Vuelo de Servicio (EFVS) que ofrecía una capacitación avanzada para los pilotos de aviones de combate y aeronaves multimotor. Posteriormente, los pilotos pasaban por diferentes cursos de formación y especialización. La formación de pilotos elementales se llevó a cabo utilizando Tiger Moths, mientras que la formación de vuelo de servicio se llevó a cabo utilizando aeronaves Hawker Hind, Hawker Hart y Airspeed Oxford. El entrenamiento de navegación, observación aérea y bombardeo aéreo se llevó a cabo utilizando aeronaves Airspeed Oxford, Avro Anson y Fairey Battle, De Havilland DH.82 Tiger Moth y Avro Tutor, para el entrenamiento de navegación elemental. La formación de ingenieros eléctricos y operadores de radio, se realizó utilizando aeronaves Dominie Mk I y Avro Anson, mientras que las aeronaves de Havilland DH.89 Dragon Rapide y Airspeed Envoy, se utilizaron para la formación de reconocimiento fotográfico. El entrenamiento en planeador se realizaba con aeronaves Schneider Grunau Baby, Slingsby Kirby Cadet y Göppingen Gö 3 Minimoa.

### Bloqueo de Berlín

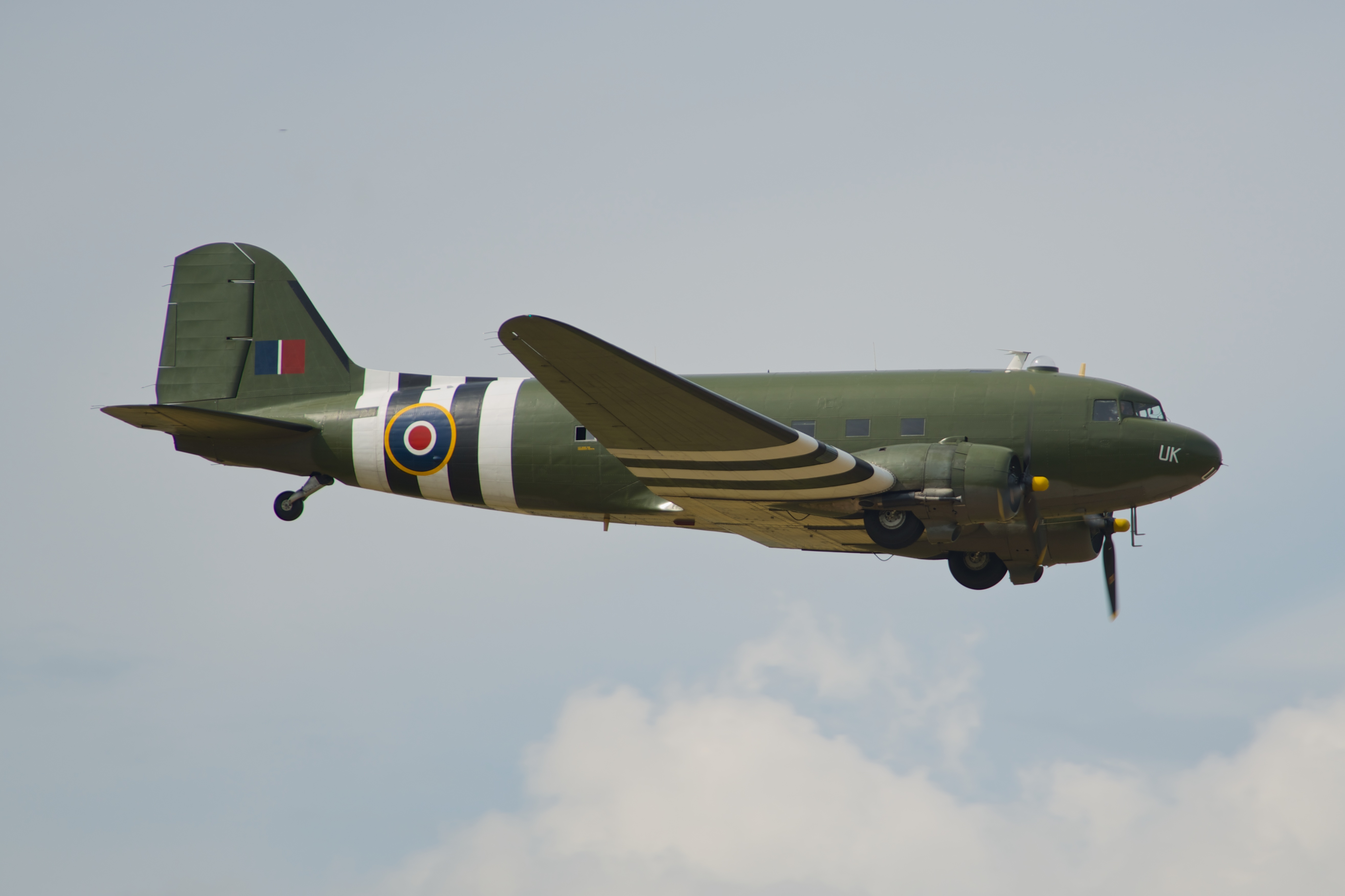
Aeronave de transporte militar Douglas C-47 Skytrain de la Real Fuerza Aérea Británica (RFAB).

Aunque ningún avión de la FAS participó en el puente aéreo de Berlín de 1948-1949, la FAS proporcionó 20 tripulaciones para apoyar el esfuerzo humanitario. Las tripulaciones aéreas volaron al Reino Unido, a través de África oriental, Egipto y Malta, y fueron asignadas para volar aeronaves de transporte Douglas C-47 Skytrain (Dakota) de la RAF, como parte del esfuerzo humanitario de la Real Fuerza Aérea Británica (RFAB) después de recibir capacitación avanzada en la base de la RAF ubicada en Bassingbourn. Los pilotos sudafricanos volaron 1240 misiones y entregaron 4133 toneladas de suministros. Los aviones volaron desde Lübeck, en Alemania Occidental, hasta el aeródromo de la RAF ubicado en Gatow, en Berlín Occidental. En los viajes de regreso, los aviones transportaban con frecuencia a civiles que necesitaban ser evacuados del Berlín ocupado, especialmente niños huérfanos que fueron colocados con familias en Occidente. El bloqueo soviético de Berlín, terminó en la medianoche del 12 de mayo de 1949, pero los vuelos continuaron durante algún tiempo después de esta fecha, para almacenar suministros adicionales en Berlín. El 24 de julio de 1949, se había acumulado un superávit de tres meses, y el puente aéreo finalizó oficialmente el 30 de septiembre de 1949.

### Guerra de Corea

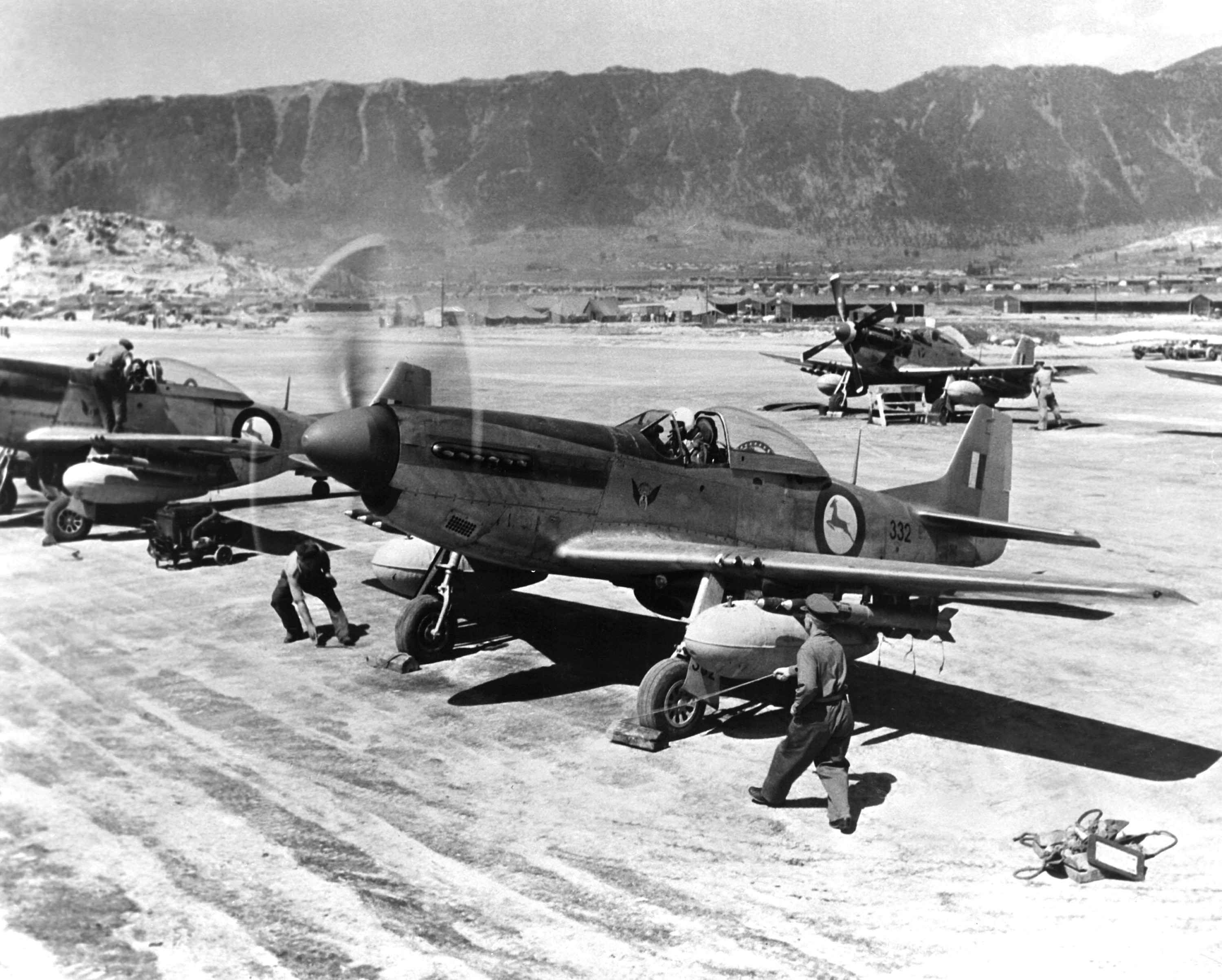
Escuadrón sudafricano de aviones de caza North American P-51 Mustang, desplegado en Corea del Sur.

Al estallar la guerra de Corea, el Consejo de Seguridad de las Naciones Unidas aprobó una resolución pidiendo la retirada de las fuerzas norcoreanas, también solicitó ayuda a todos los miembros de la ONU. Después de una reunión especial del Gabinete, el 20 de julio de 1950, el Gobierno de la Unión Sudafricana, anunció que debido a la larga distancia entre Sudáfrica y Corea, la participación militar directa desde tierra en el conflicto era impracticable y poco realista, pero que se pondría a disposición del ejército un escuadrón de caza de la FAS para ayudar a la ONU. Los 50 oficiales y157 miembros del 2.º Escuadrón de la FAS, zarparon de Durban, el 26 de septiembre de 1950, habían sido seleccionados entre 1426 miembros de la fuerza permanente, que inicialmente se habían ofrecido como voluntarios para el servicio, este contingente inicial estaba comandado por el comandante Van Breda Theron, e incluía a muchos veteranos de la FAS de la Segunda Guerra Mundial. El escuadrón fue trasladado a la base aérea de Iruma, ubicada en la Prefectura de Saitama, el 25 de septiembre de 1950, para recibir entrenamiento de conversión operacional, en los North American P-51 Mustang suministrados por la Fuerza Aérea de los Estados Unidos (USAF).
Al finalizar el entrenamiento de conversión operacional, el escuadrón fue desplegado como uno de los cuatro escuadrones del Ala 18 de cazabombarderos de la USAF, el 16 de noviembre de 1950, un destacamento de avanzada, formado por 13 oficiales y 21 soldados (incluido el comandante del escuadrón y cuatro jefes de escuadrilla que pilotaban aviones de caza P-51 Mustang, salieron de Japón hacia la base aérea K-9, ubicada en el perímetro de Busan, en Corea del Sur, para volar con los pilotos de la USAF y familiarizarse con las condiciones operativas locales. En la mañana del 19 de noviembre de 1950, el comandante Theron y el capitán Lipawsky, despegaron con dos pilotos de la USAF, para realizar las primeras incursiones de combate de la FAS en la guerra de Corea. Durante este período, mientras estaba equipado con Mustangs F-51D, el escuadrón realizó 10 373 incursiones y perdió 74 aviones.  Doce pilotos murieron en combate (KIA), 30 desaparecieron (MIA) y cuatro resultaron heridos (WIA).
En enero de 1953, el escuadrón regresó a Japón para llevar a cabo su conversión a los cazas a reacción North American F-86 Sabre de la USAF. La primera misión con nuevos cazas Sabre, tuvo lugar el 16 de marzo de 1953, desde el aeródromo K-55 ubicado en Corea del Sur. El escuadrón tenía la tarea de realizar misiones de caza, a lo largo del río Yalu, así como misiones de ataque a tierra y apoyo aéreo cercano. El escuadrón realizó 2032 incursiones con los Sabres y perdió a cuatro de los 22 aviones suministrados.
La guerra de Corea terminó el 27 de julio de 1953, cuando se firmó un acuerdo de armisticio. Durante la primera fase de la guerra, la tarea principal del escuadrón de Mustangs, era la interdicción aérea de las rutas de suministro enemigas, que no sólo representaban aproximadamente el 60% por ciento de las salidas de combate de la FAS, sino que alcanzaron su punto más alto entre enero y mayo de 1951 (llegando hasta el 78% y el 82% por ciento). Una misión de interdicción típica era una patrulla de reconocimiento armada, realizada normalmente por escuadrillas de cuatro aviones armados con bombas, napalm, cohetes de 127 mm y ametralladoras de 12,7 mm. Posteriormente, después de la introducción de los cazas Sabre, el escuadrón comenzó a llevar a cabo misiones antiaéreas, volando en misiones de interceptación de cazas, y realizando interceptaciones contra cazas a reacción Mikoyan-Gurevich MiG-15, pero la interdicción y el apoyo aéreo cercano, siguieron siendo las misiones principales. Las pérdidas fueron de 34 pilotos de la FAS muertos (KIA), ocho pilotos de la FAS fueron hechos prisioneros (POW) incluido el futuro jefe de la Fuerza Aérea, el General Earp, 74 Mustangs y 4 Sabres fueron destruidos. Los pilotos y hombres del escuadrón recibieron un total de 797 medallas, incluidas 3 Legiones al Mérito, 2 Estrellas de Plata, 40 Estrellas de Bronce y 55 Cruces de Vuelo Distinguido. En reconocimiento a su asociación con el 2.º Escuadrón, el jefe de la 18 Ala de cazabombarderos emitió una directiva que establecía lo siguiente: 

"Todas las ceremonias celebradas en la base, serán precedidas por los acordes del Himno nacional de Sudáfrica, todo el personal de la base rendirá honor al himno sudafricano, tal y como lo harían con nuestro propio himno."

Al concluir las hostilidades, los Sabres fueron devueltos a la USAF, y el escuadrón regresó a Sudáfrica en octubre de 1953. Durante este período, las Fuerzas de Defensa de la Unión se reorganizaron en servicios individuales, y la FAS se convirtió en un brazo de servicio por derecho propio, bajo el mando del Jefe del Estado Mayor del Aire (que pasó a llamarse "Jefe de la Fuerza Aérea" en 1966). La FAS adoptó un uniforme azul, en sustitución del uniforme militar caqui, que la FAS había usado anteriormente.

### Guerra de la Frontera de Sudáfrica

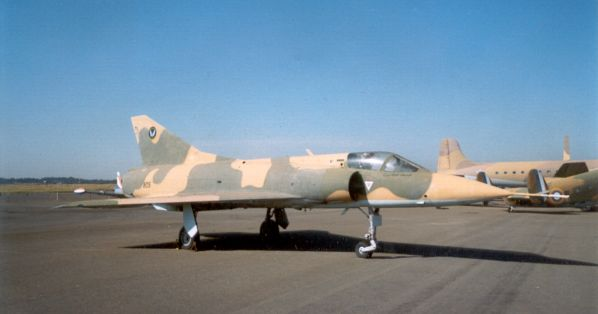
Un caza Dassault Mirage III del segundo escuadrón de la FAS.

De 1966 a 1989, la FAS participó en la Guerra de la frontera de Sudáfrica, que se libraba en el norte de Namibia y en los estados circundantes. Al principio, la FAS proporcionó apoyo aéreo cercano (CAS) a las operaciones policiales llevadas a cabo contra el Ejército Popular de Liberación de Namibia, el brazo militar de la Organización del Pueblo de África del Sudoeste (SWAPO), que luchaba para poner fin al dominio sudafricano en el suroeste de África. Las operaciones se intensificaron después de que las fuerzas de defensa sudafricanas, se hicieran cargo de la guerra en 1974. La FAS brindó apoyo aéreo al ejército durante la campaña de Angola de 1975-76, y en las numerosas operaciones transfronterizas que se llevaron a cabo contra las bases del PLAN en Angola y Zambia, a partir de 1977. Al menos dos Mikoyan-Gurevich MiG-21 de la Fuerza Aérea Nacional de Angola fueron derribados por cazas Dassault Mirage F1 del tercer escuadrón de la FAS, en 1981 y 1982. La FAS también estuvo muy involucrada en la campaña de Angola de 1987-88, antes del acuerdo de paz que puso fin al conflicto. El embargo internacional de armas impuesto contra el régimen del apartheid de Sudáfrica, en virtud de la Resolución 418 del Consejo de Seguridad de las Naciones Unidas, significó que la FAS no pudo adquirir aviones de combate modernos para competir con la sofisticada red de defensa antiaérea suministrada por los soviéticos, y con los aviones de combate Mikoyan-Gurevich MiG-23 desplegados por los cubanos de las FAR. Sudáfrica colaboró con el estado sionista de Israel, obtuvo planos de aeronaves sigilosamente, y diseñó de manera innovadora el caza Atlas Cheetah, mientras que los israelíes desarrollaron el caza IAI Kfir. A partir de 1990, con la reducción de la amenaza comunista, la fuerza operativa de la FAS comenzó a reducirse. Las primeras medidas a corto plazo supusieron la retirada del servicio de varios aviones obsoletos, como el bombardero a reacción English Electric Canberra, los helicópteros de transporte militar Aérospatiale SA321 Super Frelon y el helicóptero antisubmarino Westland Wasp, el avión ligero Atlas C4M Kudu, y los aviones de patrulla marítima P.166S Albatross, otras medidas adicionales incluyeron la degradación de la base aérea de Puerto Elizabeth, y la disolución de los escuadrones 12, 16, 24, 25 y 27. Dos escuadrones de comandos: El escuadrón 103 en Bloemfontein y el escuadrón 114 en Centurion, también fueron disueltos. Desde 1966, la FAS realizó misiones de apoyo a la infantería en la Guerra de la Frontera de Sudáfrica, en Angola, en África del Sudoeste y en la República de Rodesia. A medida que avanzaba la guerra, la intensidad de las operaciones aéreas aumentó, hasta que a finales de la década de 1980, la FAS tuvo que realizar misiones de combate contra aviones angoleños para mantener la superioridad aérea. Al concluir la Guerra de la Frontera de Sudáfrica en 1990, el número de aviones de la SAF se redujo drásticamente, debido a las presiones económicas y al cese de hostilidades con los estados vecinos. Durante la Guerra de la Frontera, la FAS perdió un total de 22 aviones debido a la acción enemiga en el campo de batalla, mientras que unos 11 aviones se perdieron debido a errores del piloto, o a un mal funcionamiento del avión.

### Defensa antiaérea basada en misiles

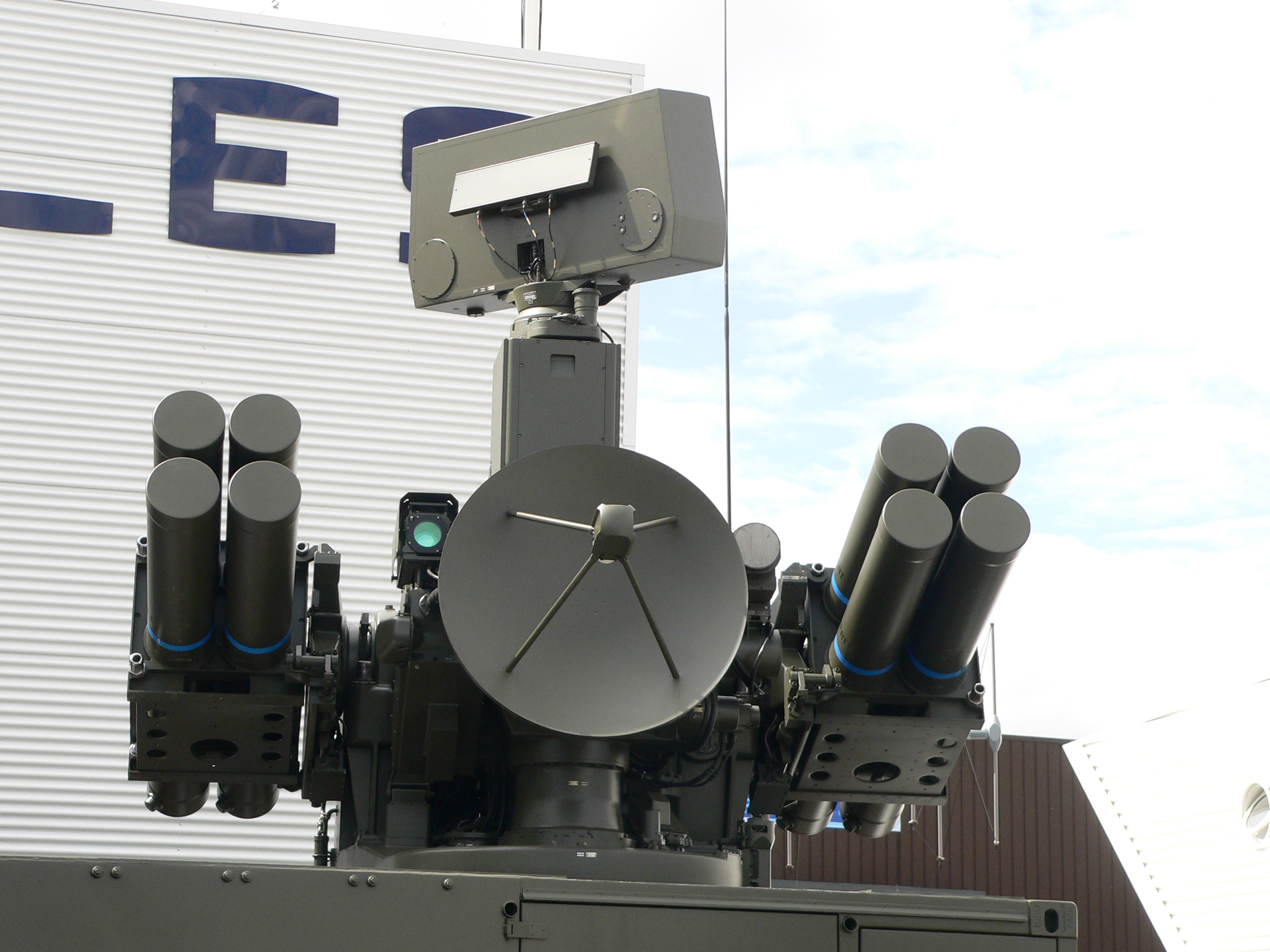
Sistema de misiles de defensa antiaérea Crotale.

Desde principios de la década de 1960, la Fuerza Aérea Sudafricana también fue responsable del mando de todas las fuerzas de misiles tierra-aire, como parte de la defensa antiaérea de Sudáfrica y el Sudoeste de África. En julio de 1964, Sudáfrica firmó un contrato de desarrollo con Thomson-CSF para un sistema SAM móvil, apto para todo clima y de baja altitud, después de que el gobierno del Reino Unido rechazara un pedido sudafricano para el sistema SAM "Bloodhound". El gobierno sudafricano pagó el 85% por ciento de los costos de desarrollo del sistema y el resto lo pagó Francia. El sistema se conocía como "Cactus" dentro de la FAS y como "Crotale" en Francia. Las unidades se desplegaron operativamente en pelotones en 1971 y cada pelotón constaba de una unidad de adquisición y coordinación, y dos o tres unidades de disparo, y una batería tenía dos pelotones. Todas las baterías de la defensa antiaérea "Cactus" fueron puestas bajo el mando del Escuadrón 120 hasta el retiro del sistema a fines de la década de 1980.

### Desde 1994

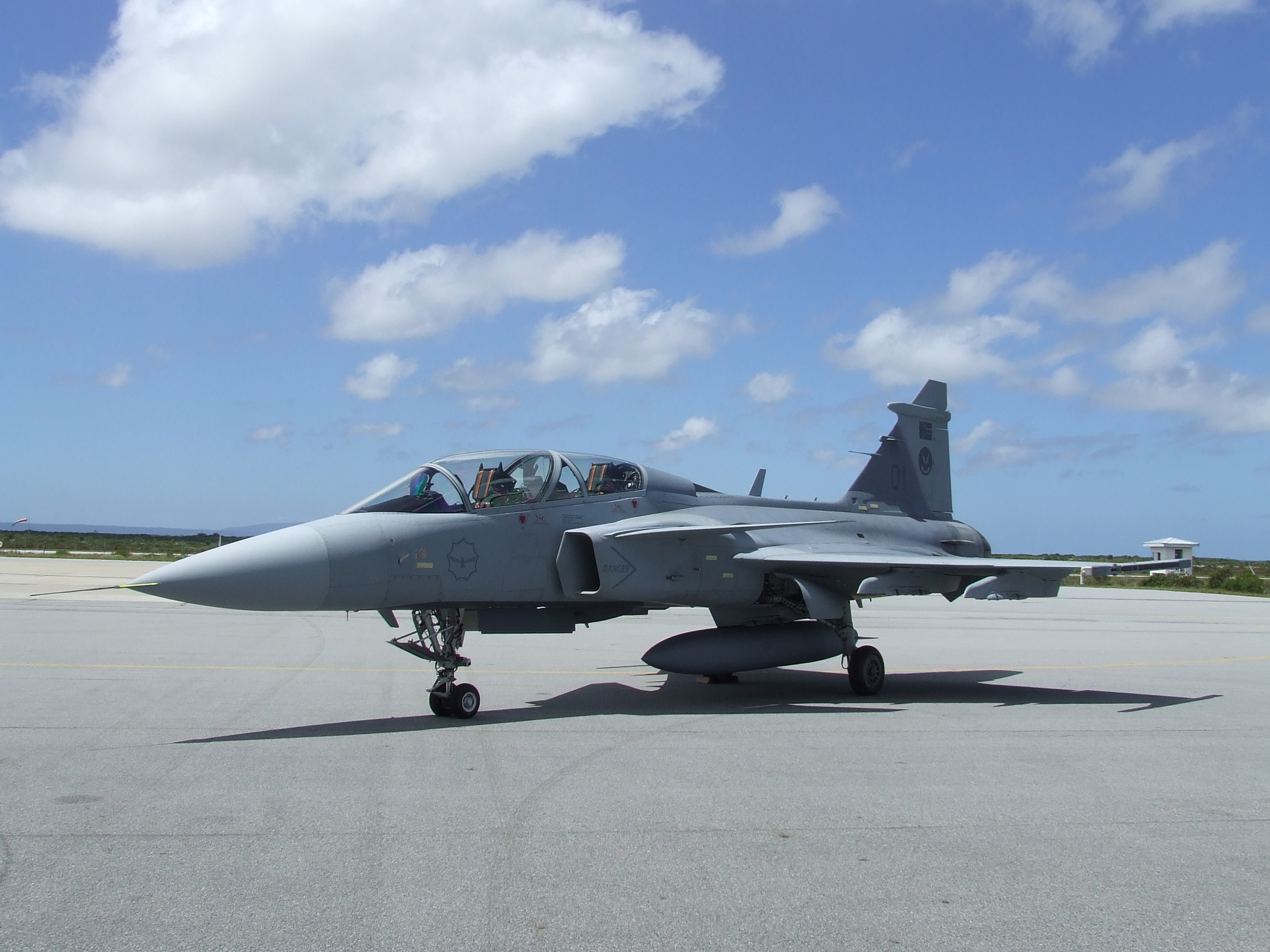
Un avión de caza Saab 39 Gripen de la FAS.

Después de que se celebraran en Sudáfrica las primeras elecciones multirraciales en 1994, la FAS se convirtió en una fuerza aérea integrada como parte de la Fuerza de Defensa Nacional de Sudáfrica (FDNS). Actualmente se considera que la FAS es la fuerza aérea más eficaz en el África subsahariana, a pesar de la pérdida de capacidad como consecuencia de los recortes en defensa. Tras el final de la Guerra de la Frontera, estos recortes financieros provocaron una serie de limitaciones operativas graves, agravadas por la pérdida de tripulaciones aéreas experimentadas, esto representaba una gran presión para la puesta en servicio de nuevas aeronaves, en concreto, de aviones como el Saab 39 Gripen y el BAE Hawk, y de helicópteros como el Denel AH-2 Rooivalk y el Westland Lynx. La cancelación de la participación de la FAS en la adquisición del Airbus A400M Atlas en noviembre de 2009, ha impedido a la FAS adquirir cualquier capacidad de transporte aéreo estratégico, una capacidad necesaria para llevar a cabo las operaciones nacionales, regionales y continentales. Todavía no hay una indicación clara sobre cómo se abordará la brecha entre el transporte aéreo pesado y de largo alcance. Las capacidades actuales de combate aéreo se limitan al caza multifunción Gripen y al helicóptero de apoyo al combate Rooivalk, aunque en un número insuficiente para permitir los despliegues regionales, manteniendo al mismo tiempo la protección del espacio aéreo nacional, para superar este déficit, la FAS ha designado a los aviones de entrenamiento BAE Hawk como plataformas adicionales de reconocimiento táctico y de lanzamiento de armas para los objetivos designados por los Saab 39 Gripen. Las restricciones financieras y presupuestarias, han limitado las horas de vuelo y entrenamiento.

## Museo de la Fuerza Aérea Sudafricana
El Museo de la Fuerza Aérea Sudafricana, alberga, exhibe y restaura material relacionado con la historia de la Fuerza Aérea Sudafricana. El museo se distribuye en tres ubicaciones; AFB Swartkop en las afueras de Pretoria, AFB Ysterplaat en Ciudad del Cabo, y en el aeropuerto de Puerto Elizabeth. Swartkop es el más grande de los tres museos, ocupa al menos cinco hangares y contiene varios Atlas Cheetahs, así como un simulador de vuelo.

## Memorial de la Fuerza Aérea Sudafricana
El Memorial de la Fuerza Aérea de Sudáfrica, es un monumento dedicado a los miembros de la Fuerza Aérea de Sudáfrica (FAS) que murieron mientras estaban en servicio del Cuerpo Aéreo de Sudáfrica (CAS) y su sucesora, la Fuerza Aérea de Sudáfrica, desde 1915 hasta el presente tanto en tiempos de guerra como en tiempos de paz. El monumento está ubicado en Bays Hill, en Swartkop, en las afueras de Pretoria, y es visible desde la Base de la Fuerza Aérea de Swartkop, la primera base de la fuerza aérea sudafricana (FAS). Aquí se celebra tradicionalmente un servicio conmemorativo anual en mayo. El monumento fue inaugurado el 1 de septiembre de 1963 por el presidente del Estado de Sudáfrica, Charles Robberts Swart. A la ceremonia de inauguración asistieron unas 5000 personas.

## Silver Falcons

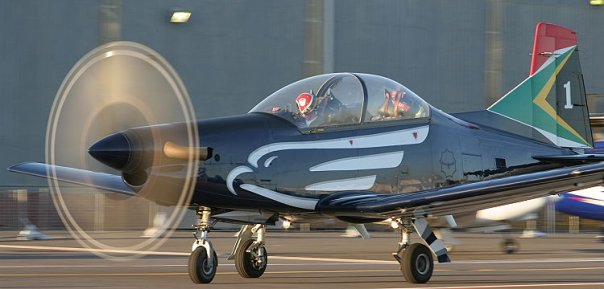
Pilatus PC-7 de los Silver Falcons.

Los Silver Falcons (en español: «Halcones plateados») son un equipo de vuelo acrobático de la Fuerza Aérea Sudafricana, equipado con aviones de entrenamiento turbohélice Pilatus PC-7. Durante la inauguración de la Copa Mundial de Fútbol de 2010 que se celebró en Sudáfrica, los Silver Falcons realizaron una exhibición de vuelo sobre el estadio Soccer City ubicado en Johannesburgo, que pudo verse por televisión en todo el Mundo.

## Equipamiento de la Fuerza Aérea Sudafricana
Estos aviones se encuentran actualmente en servicio con la fuerza aérea sudafricana.

### Galería de imágenes

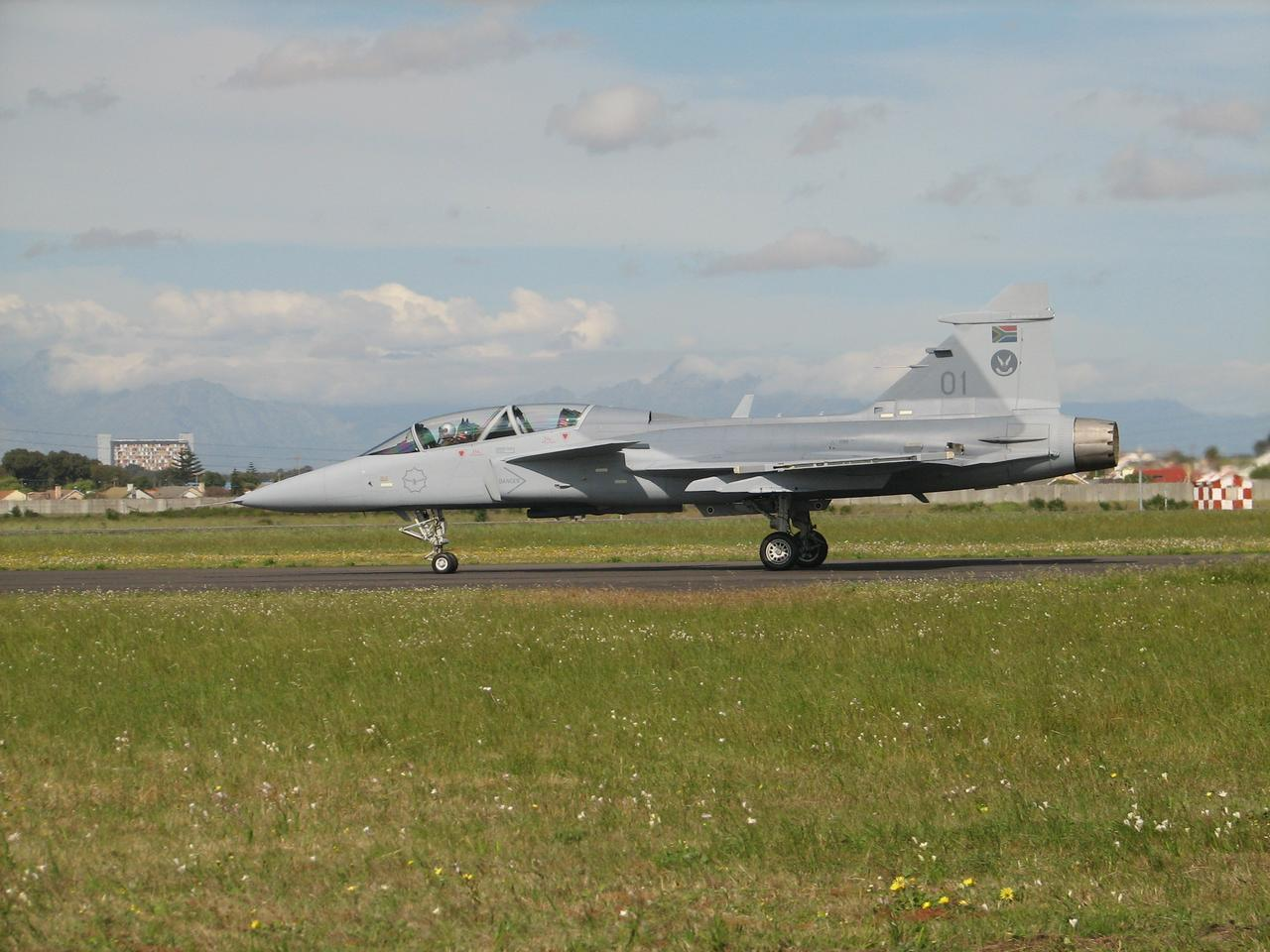
Saab JAS 39D (biplaza) de la Fuerza Aérea Sudafricana.

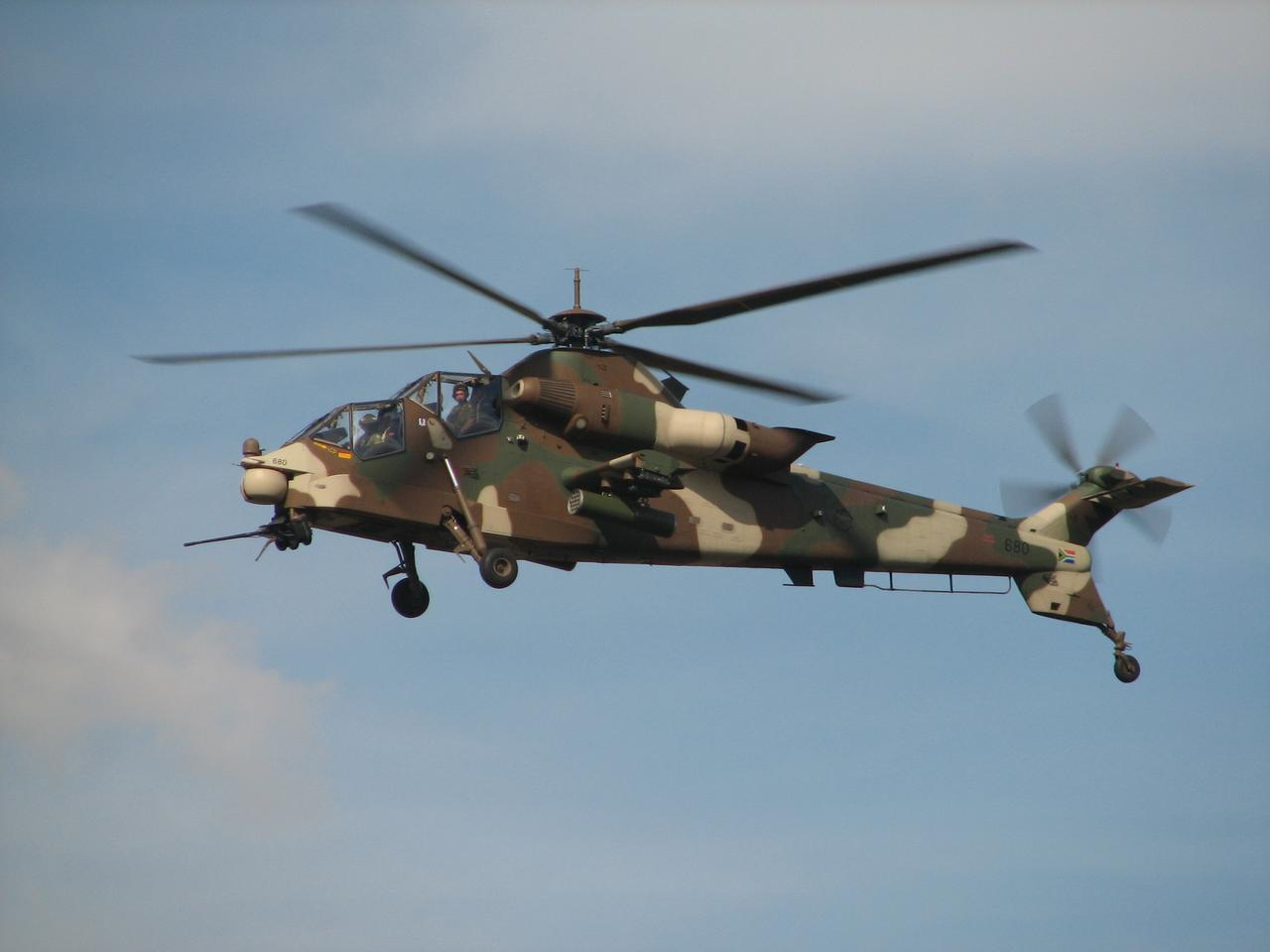
Denel CSH-2 Rooivalk de la Fuerza Aérea Sudafricana.

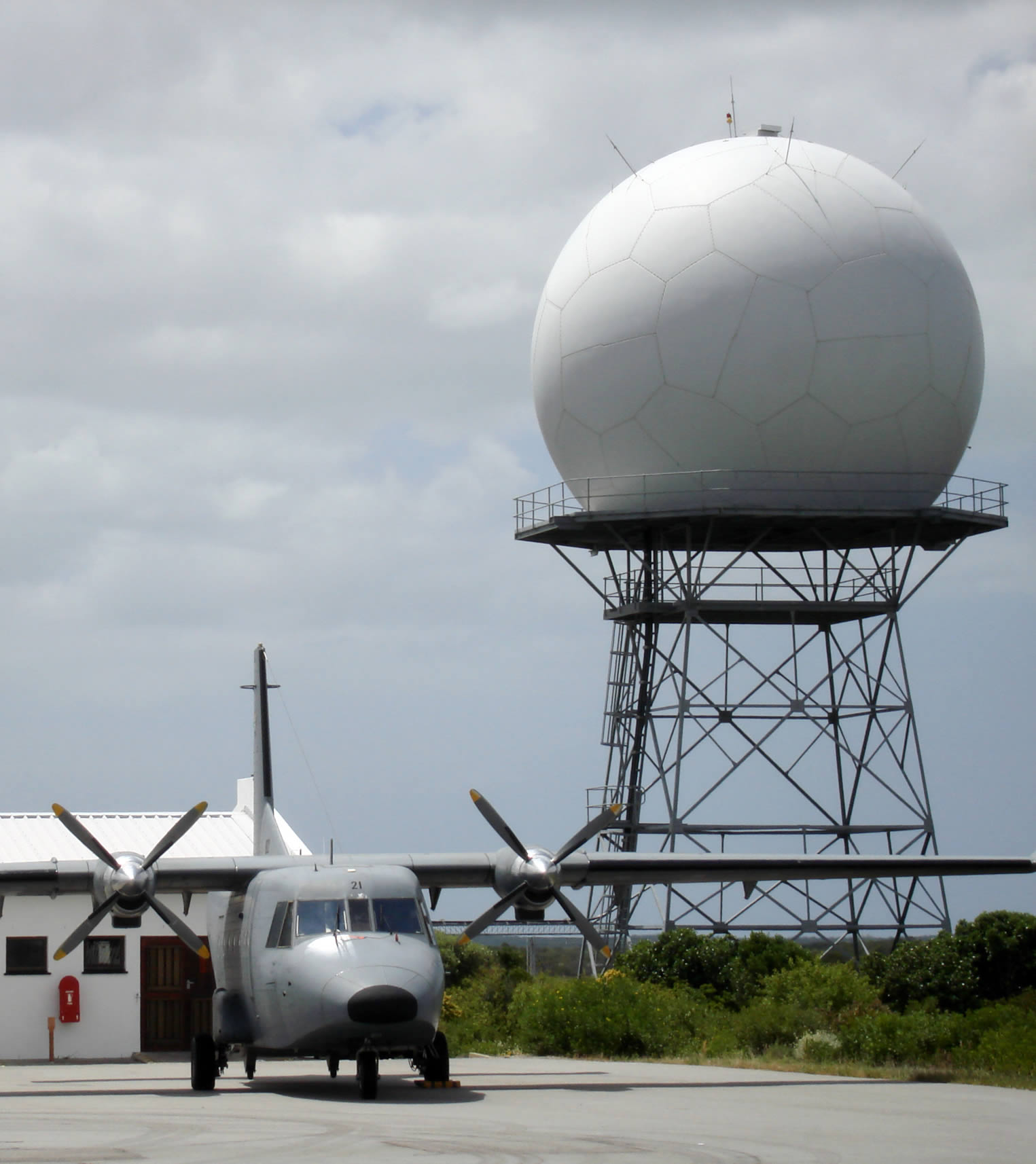
CASA C-212-300 Aviocar.

### Aeronaves
| Aeronave                  | Fotografía | Origen            | Tipo                                                                           | Versiones           | En servicio | Notas |
| ------------------------- | ---------- | ----------------- | ------------------------------------------------------------------------------ | ------------------- | ----------- | --- |
| Saab 39 Gripen            |            | Suecia            | Caza polivalente                                                               | JAS 39C JAS 39D     | 20 8        | |
| BAE Systems Hawk          |            | Reino Unido       | Avión de entrenamiento a reacción                                              | Mk120               | 24          | |
| Atlas Oryx                |            | Sudáfrica Francia | Helicóptero de transporte militar                                              | MKI MKII            | 29 6        | Están recibiendo una actualización de media-vida (el único versión MKII está adaptado para condiciones árticas). |
| Denel AH-2 Rooivalk       |            | Sudáfrica         | Helicóptero de ataque                                                          |                     | 12          | En pruebas de Capacidades de operatividad en el 2008, actualmente en servicio.                                   |
| MBB/Kawasaki BK117        |            | Alemania Japón    | Helicóptero utilitario                                                         |                     | 4           | Están siendo retirados; reemplazados por los Agusta A109.                                                        |
| Agusta A109LOH Hirundo    |            | Italia            | Helicóptero utilitario                                                         |                     | 25          | 5 más pedidos.                                                                                                   |
| Westland Lynx             |            | Reino Unido       | Helicóptero naval                                                              | MK300               | 4           | Operado en las fragatas clase Valour de la Armada Sudafricana.                                                   |
| Lockheed C-130 Hércules   |            | Estados Unidos    | Aeronave de transporte militar                                                 | C-130BZ             | 9           | Actualizados con nueva aviónica y nuevas cabinas de cristal.                                                     |
| Douglas C-47 Turbo Dakota |            | Estados Unidos    | Avión de patrulla marítima / Avión de transporte y Avión de guerra electrónica | C-47TP              | 10          | 5 aviones de patrulla marítima, 3 de aviones de transporte, 2 aviones de guerra electrónica.                     |
| Cessna 208 Caravan        |            | Estados Unidos    | Avión utilitario ligero y avión de observación                                 | 208                 | 12          | Equipado con el sistema de observación infrarroja Denel                                                          |
| Beechcraft King Air       |            | Estados Unidos    | Avión de transporte                                                            | -200 / -300         | 4           | |
| Pilatus PC-12             |            | Suiza             | Avión de transporte                                                            |                     | 1           | Principalmente transporte VIP.                                                                                   |
| Pilatus PC-7              |            | Suiza             | Avión de entrenamiento                                                         | PC-7 MKII           | 35          | Actualización de aviónica en curso.                                                                              |
| Cessna 185                |            | Estados Unidos    | Avión de transporte utilitario ligero y Avión de observación                   |                     | 10          | En calidad de retiro.                                                                                            |
| CASA C-212 Aviocar        |            | España            | Avión de transporte                                                            | C-212-300 C-212-400 | 3 1         | |
| CASA CN-235               |            | España            | Avión de transporte                                                            | CN-235-400          | 1           | |
| Boeing Business Jet       |            | Estados Unidos    | Avión de transporte vip                                                        | Boeing 737 BBJ      | 1           | |
| Dassault Falcon 900       |            | Francia           | Avión de transporte vip                                                        | Falcon 90           | 1           | |
| Dassault Falcon 50        |            | Francia           | Avión de transporte vip                                                        | Falcon 50           | 2           | |
| Cessna 550 Citation       |            | Estados Unidos    | Avión de transporte vip                                                        |                     | 2           | |